# 통영 백운서재
통영 백운서재(統營 白雲書齋)는 대한민국 경상남도 통영시에 있는, 백운암 고시완(1783∼1841) 선생이 가난한 집의 자제들을 모아 가르치던 서당으로 지금은 선생의 제사를 모시고 있다.
1983년 7월 20일 경상남도의 문화재자료 제9호 백운서재로 지정되었다가, 2018년 12월 20일 현재의 명칭으로 변경되었다.

## 개요
이 서재는 백운 고시완 선생이 건물을 건립하여 가난한 집 아이들의 학문을 가르치던 곳이다. 현재의 건물은 1928년에 지어졌으며 정면 3칸, 측면 2칸 우진각 지붕 목저와가이고 평면 구성으로는 방 1칸 대청 1칸 방 1탄으로 구성되어 있다.

## 참고 자료
- 통영 백운서재 - 국가유산청 국가유산포털